# Jackknife Bascule Bridge
Die Jackknife Bascule Bridge ist eine Eisenbahnbrücke über den Kaministiquia River im Stadtteil Fort William von Thunder Bay in der kanadischen Provinz Ontario. Sie liegt kurz vor der Mündung des Flusses in den Oberen See und verbindet das Festland mit der vorgelagerten Insel Mission Island. Die 1913 von der Canadian Pacific Railway gebaute zweigleisige Strauss-Klappbrücke diente zusammen mit einer weiteren Brücke zum McKellar Island als Zugang zur damals größten Verladeanlage für Kohle am Oberen See und wurde von Joseph Baermann Strauss als Doppelstockbrücke konstruiert. Sie führte bis Ende 2002 auf der oberen Ebene eine zweispurige Straße (106th Street), die Fort William mit Mission Island verband. Die Brücke ist heute nur noch eingleisig und dient nach wie vor als einziger Zugang zu den Bahnanlagen auf den Inseln.

## Geschichte

### Entwicklung von Fort William ab Anfang des 17. Jahrhunderts
Die Stadt Thunder Bay am kanadischen Nordufer des Oberen Sees ging 1970 aus dem Zusammenschluss der einst eigenständigen Städte Port Arthur und Fort William hervor. Die Ursprünge des südlich gelegenen Fort William gehen auf einen Anfang des 17. Jahrhunderts von französischstämmigen Pelzhändlern der North West Company errichteten Handelsposten zurück, der auf der Handelsroute aus den westlichen Territorien nach Montreal lag.

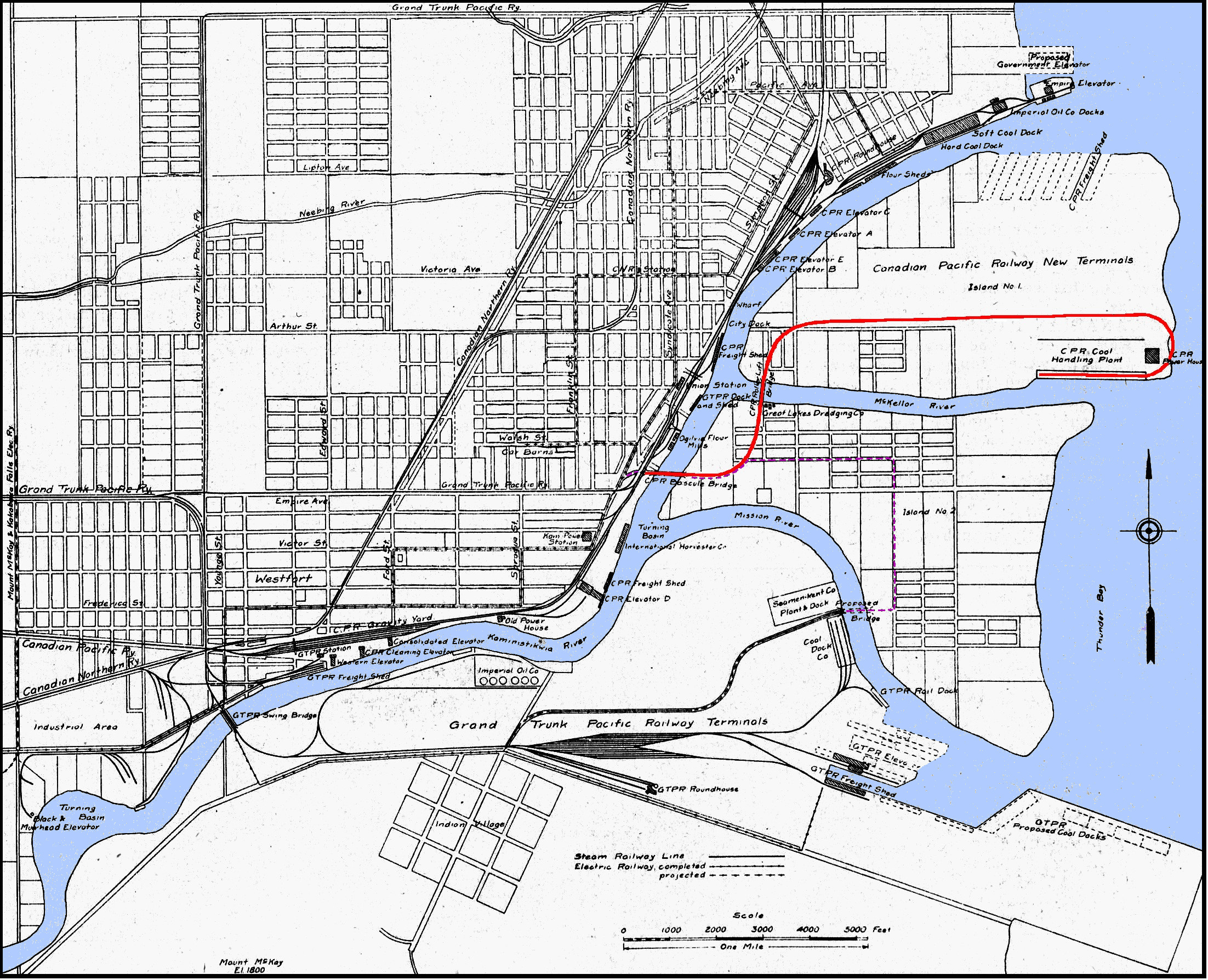
Streckenerweiterung der CPR nach McKellar Island 1913, in der Mitte rechts der Kohleumschlags-Kai

Nachdem die Canadian Pacific Railway (CPR) 1885 die erste transkontinentale Eisenbahnverbindung Kanadas von Québec im Osten über Port Artur und Fort William nach Vancouver an der Pazifikküste im Westen fertigstellte, wurden beide Städte wichtige Umschlagsorte zwischen der Eisenbahn und den Schifffahrtsrouten auf den Großen Seen. Besonders der Getreide- und Kohlehandel florierte, wobei das Getreide nach Osten und die für den Betrieb der Eisenbahn nötige Kohle aus den Steinkohlefeldern der Appalachen nach Westen transportiert wurde.
Mit der Zunahme des Eisenbahnverkehrs Anfang des 20. Jahrhunderts und dem Bau weiterer transkontinentaler Verbindungen durch die Canadian Northern Railway und Grand Trunk Pacific Railway, die ebenfalls an Fort William und Port Artur angeschlossen waren, suchte die CPR nach Möglichkeiten zum Ausbau ihrer Infrastruktur am Oberen See. Zwei Fort William vorgelagerte Inseln im Delta des Kaministiquia River, mit seinen Seitenarmen Mission River und McKellar River, schienen dafür gut geeignet. Die CPR erwarb hier große Flächen und baute auf McKellar Island (damals als Island Nr. 1 bezeichnet) einen Kai mit den damals weltgrößten Verladeanlagen für Kohle (C.P.R. Coal Dock).

### Eisenbahnzugang ins kleine Flussdelta des Kaministiquia River in den 1910er-Jahren

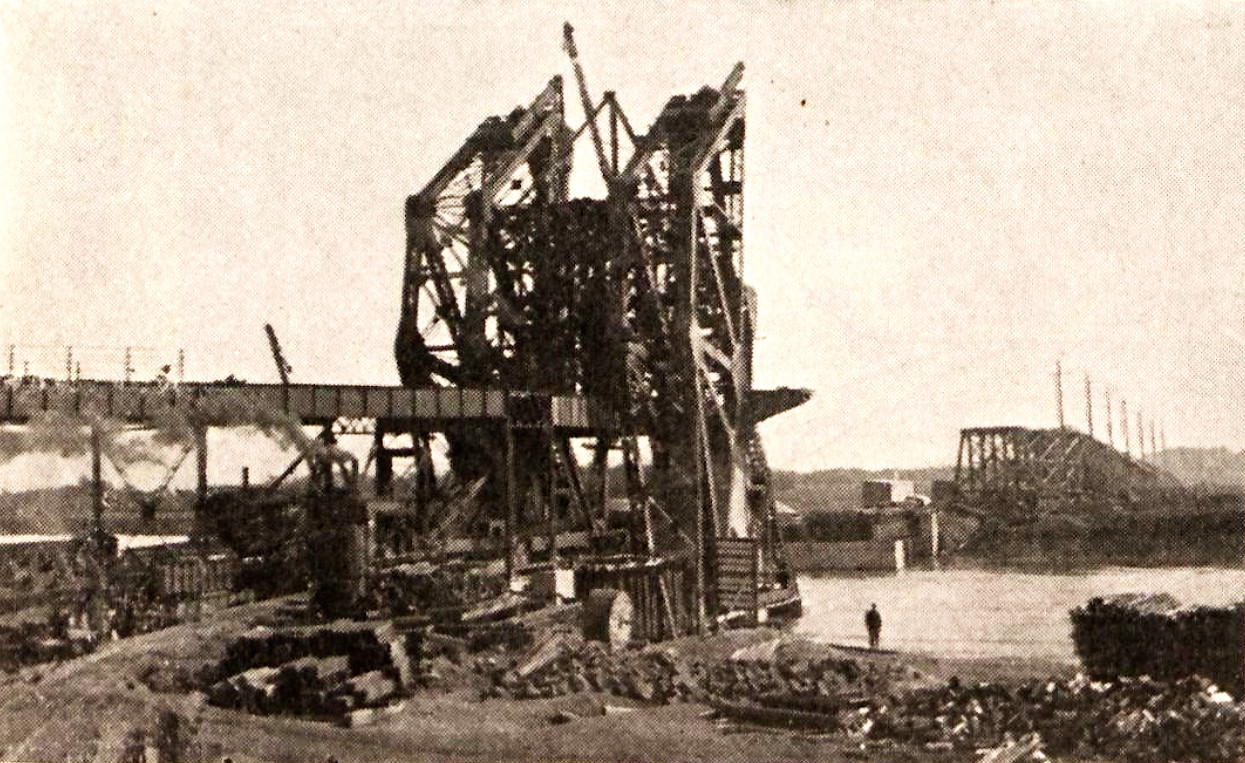
Errichtung der Klappbrücke 1913, die Stahlviadukte der oberen Straßenebene sind schon teils fertiggestellt

Zum Anschluss an die Hauptstrecke der CPR war die Errichtung zweier Brücken zwischen dem Festland und Mission Island (Island Nr. 2) und von dort zu McKellar Island nötig. Da der Schiffsverkehr nicht behindert werden durfte, wählte die CPR zwei der damals modernsten beweglichen Brückentypen, die unabhängig voneinander von den Ingenieuren William Donald Scherzer und Joseph Baermann Strauss entwickelt wurden. Für die Überquerung des McKellar River war eine Scherzer-Rollklappbrücke vorgesehen und für den Kaministiquia River eine Strauss-Klappbrücke. Beide Bauwerke waren für den Eisenbahn- und Straßenverkehr konzipiert, wobei die McKellar Lift Bridge die Verkehrswege nebeneinander und die Jackknife Bascule Bridge übereinander führte.
Durch lange Stahlviadukte wurden die Zufahrten zur Straßenebene der Strauss-Klappbrücke realisiert, wo auch zwei Straßenbahngleise vorgesehen waren. Eine angedachte Erweiterung des Straßenbahnnetzes von Fort William nach Mission Island wurde aber später nie umgesetzt. Beide Brücken wurden 1913 errichtet, wobei die Pläne für die Jackknife Bascule Bridge von der Strauss Bascule Bridge Company in Zusammenarbeit mit dem leitenden Brückenbauingenieur der CPR Phillips Bathurst Motley entstanden. Fertigung und Aufbau der Stahl-Fachwerkbrücke erfolgten durch die Canada Foundery Co. und für den elektrischen Antrieb war die Canada General Electric Co. verantwortlich. Das Jahr der Fertigstellung wird von der Strauss Bascule Bridge Company mit 1914 angegeben.

### Nutzung von McKellar Island und Mission Island ab den 1950er-Jahren
Mit dem Übergang zu Diesellokomotiven in den 1950er-Jahren verlor die Kohle-Verladestation für die CPR an Bedeutung. In Folge der Ölpreiskrise in den 1970er-Jahren entstand mit den Thunder Bay Terminals eine neue Verladestation auf McKellar Island durch Russel Metals, die bis heute besteht. Sie erstreckt sich im Osten fast über die ganze Insel, schließt das Gelände der alten Anlagen mit ein und ist über die Brücken der CPR ans Eisenbahnnetz angeschlossen. Gleiches galt für das 1963 auf Mission Island gebaute Kohlekraftwerk Thunder Bay Generating Station, das man mit der Abwendung von fossilen Brennstoffen 2018 stilllegte und das seit 2021 abgerissen wird. Nach dem Bau der Island Drive Bridge über den Kaministiquia River an der Nordspitze von McKellar Island wurde die Straßenebene der Jackknife Bascule Bridge stillgelegt, die Stahlviadukte der Zufahrten wurden in den Folgejahren zurückgebaut. Im Jahr 2009 erhielten die beiden historischen Klappbrücken den Status als Heritage Property.

## Beschreibung

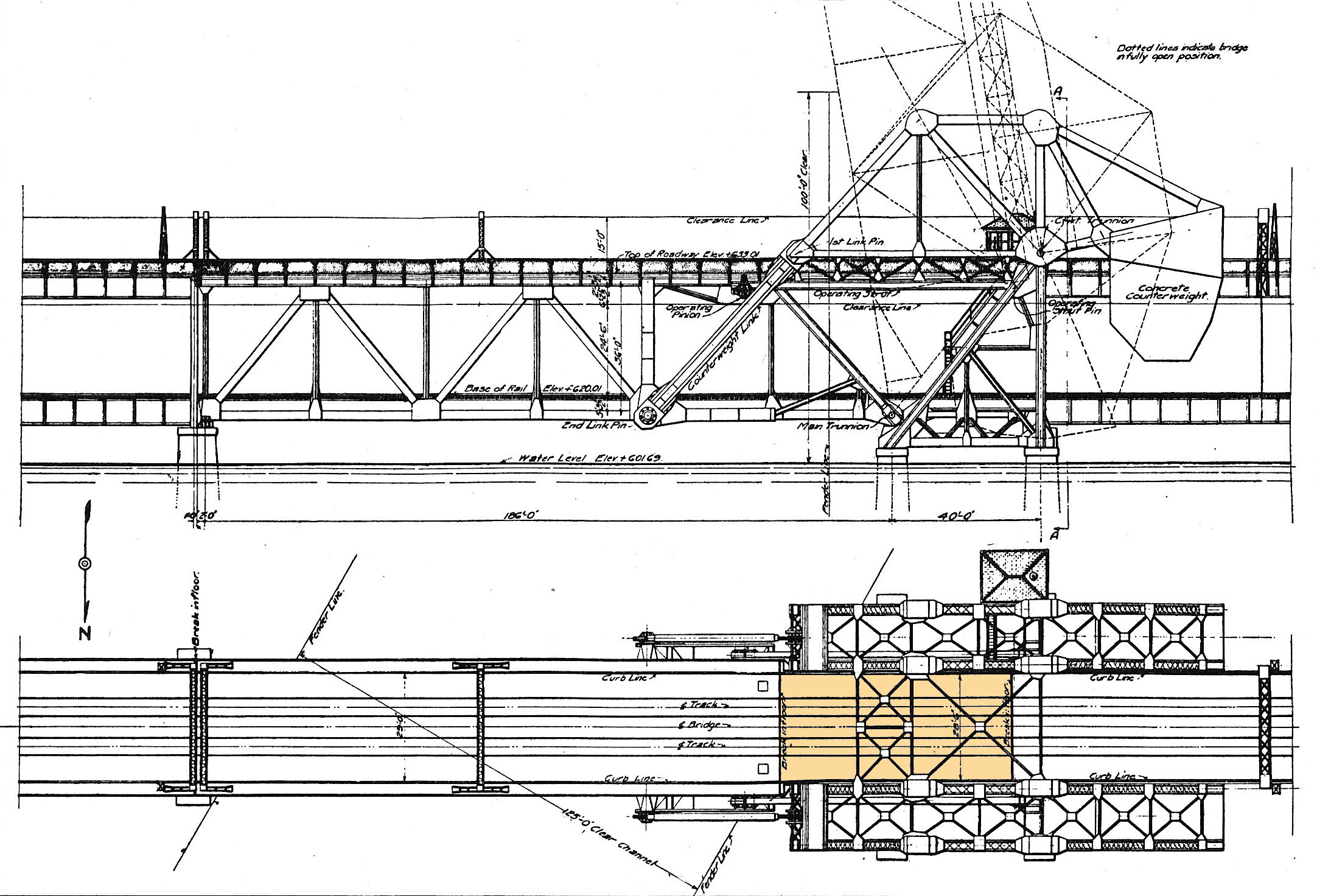
Schematische Zeichnung der Brücke von 1912, unten rechts die getrennten Gegengewichtsrahmen sowie der von diesen getragene Fahrbahnabschnitt dazwischen
(gekennzeichnet mit break in floor)

### Gesamtüberblick
Die Jackknife Bascule Bridge hat eine Länge zwischen den Widerlagern von 114 m. Die zentrale Doppelstockklappbrücke gliedert sich in einen 57 m langen beweglichen Fachwerkträger und einen 12 m langen Fachwerkturm, an dem der Brückenträger über Drehzapfen beweglich angebracht ist. Ergänzt wird die untere Eisenbahnebene der Klappbrücke durch etwa 20 m lange Balkenträger aus Vollwandträgern zu den jeweiligen Widerlagern. Die Gleisebene liegt 5,6 m über der Wasseroberfläche und die obere Straßenebene verlief 12 m darüber. Sie besaß ursprünglich noch zusätzliche Stahlviadukte für die Zufahrten, deren Längen in der Literatur nicht angegeben sind. Alte Luftaufnahmen legen aber nahe, dass diese in der Größenordnung der Flussquerung lagen und sich jeweils über eine Länge von über 100 m erstreckten. Die Breite der Fahrbahn zwischen den Bordsteinen betrug 8,8 m.

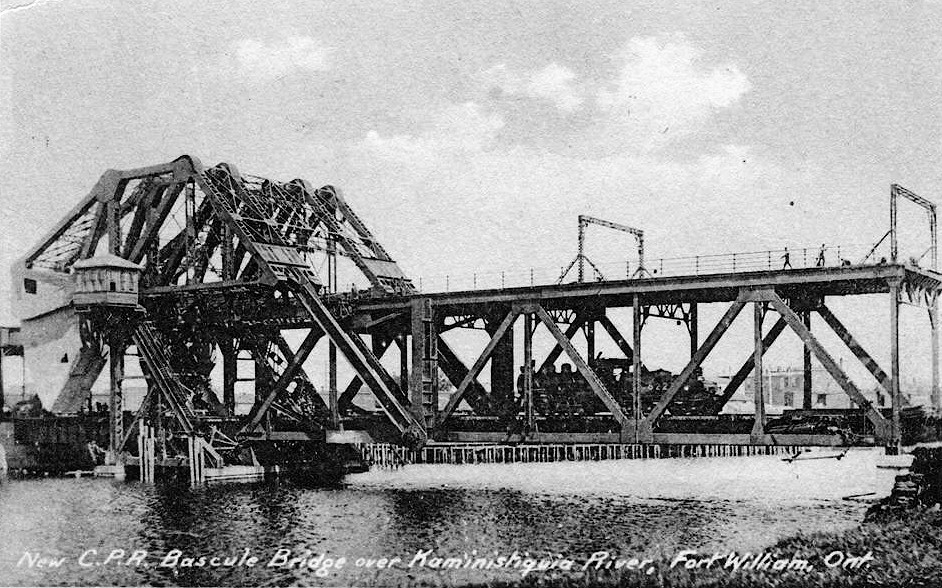
Geschlossen
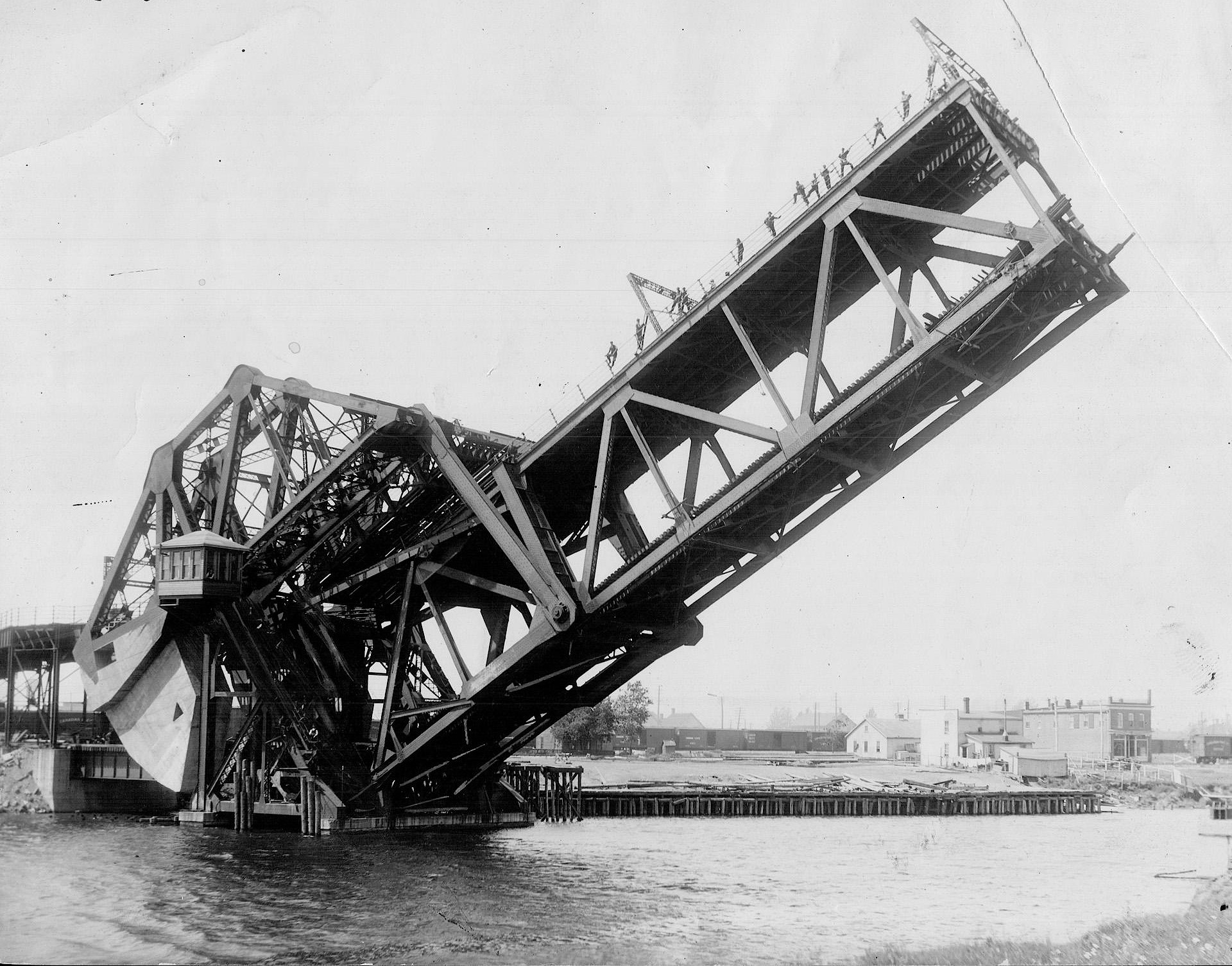
Teilweise geöffnet
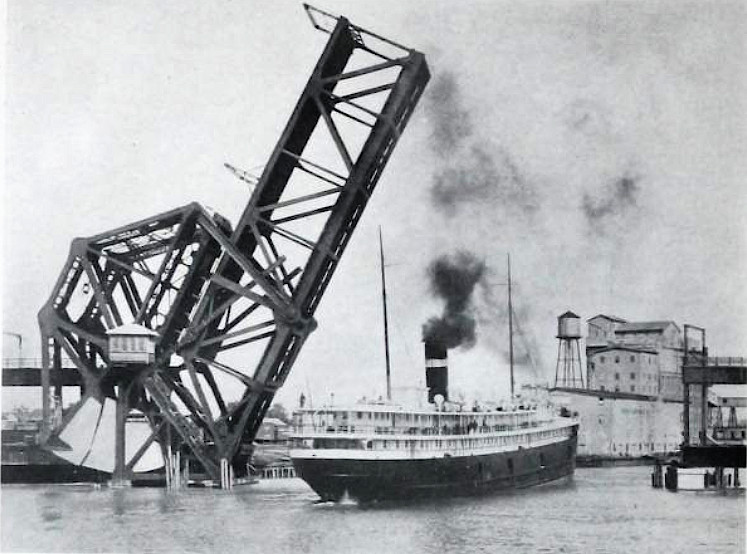
Komplett geöffnet

### Klappbrücke

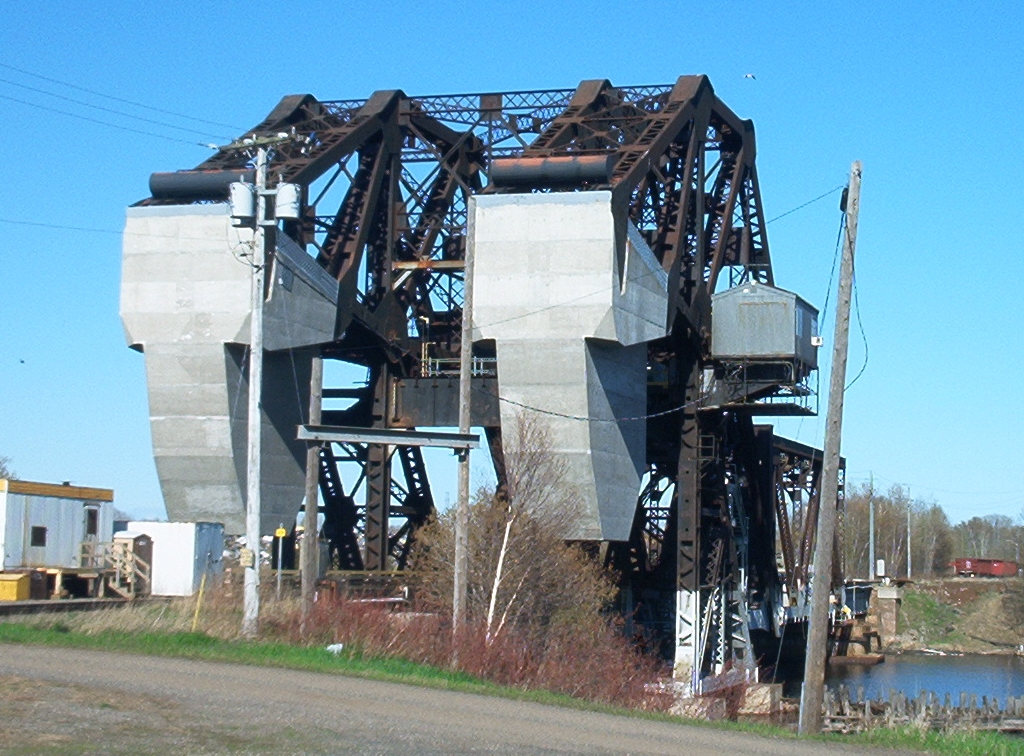
Westseite der Brücke mit Blick auf die äußeren Gegengewichte, die Stahlviadukte der Zufahrten zur oberen Ebene sind nicht mehr vorhanden

Funktion einer Strauss-Klappbrücke am Beispiel der Henry Ford Bridge
Fachwerkträger
Zugstangen
Verbindungsstreben
Gegengewichtsrahmen

Das Heben und Senken des Trägers erfolgt bei der Strauss-Klappbrücke über Zugstangen (Zahnstangen), die das ausbalancierte System aus Fachwerkträger und Gegengewichtsrahmen bewegen. Beide Teile haben ihren eigenen Drehpunkt an den jeweiligen ruhenden Drehzapfen und sind über bewegliche Streben miteinander verbunden. Bei der Jackknife Bascule Bridge liegt der Drehpunkt des Brückenträgers in Höhe der Untergurte und der Drehpunkt des Gegengewichtsrahmen etwa 15 m höher. Zur Kompensation des Gewichtes des Trägers ist in die äußeren Gegengewichtsrahmen je ein Betongewicht integriert. Durch eine sorgfältige Abstimmung der Gewichte wird nur eine geringe Kraft an den Zugstangen benötigt, um die Konstruktion aus Stahl und Beton in Bewegung zu setzen. Strauss hatte sein Design einer Hubbrücke mit einem oberen monolithischen Gegengewicht erstmals in den 1900er-Jahren realisiert und wandelte es hier für die weltweit erste Doppelstockklappbrücke dahingehend ab, dass durch Aufteilung in zwei getrennte seitlich angebrachte Gegengewichte Raum für die obere Straßenebene entstand. Die Fachwerkkonstruktion einschließlich der Gegengewichtsrahmen erreicht dadurch eine Breite von über 20 m. Die obere Fahrbahnebene wird im Bereich der Gegengewichtsrahmen von diesem getragen und bewegt sich mit diesen mit. Sie bildet somit etwa zwischen dem Drehpunkt der Rahmen (counterweight trunnion) und dem oberen Drehpunkt der Verbindungsstreben zwischen Rahmen und Fachwerkträger (counterweight link) einen separaten Abschnitt, der nicht mit dem Fachwerkträger oder dem folgenden Stahlviadukt verbunden ist bzw. war (in der schematischen Zeichnung mit break in floor gekennzeichnet). Dadurch kann beim Öffnen der Brücke die Fahrbahnebene ineinander geklappt werden, im Bereich der Drehbewegung der seitlichen Rahmen liegt die Fahrbahnebene des Fachwerkträgers dann unterhalb der Fahrbahnebene der Gegengewichtsrahmen (siehe obiges Bild der komplett geöffneten Brücke). Das Gesamtgewicht des verbauten Stahls in der Fachwerkbrücke liegt bei etwa 2300 t und das Gesamtgewicht der beiden Gegengewichte beträgt rund 2200 t.